# 1888 v loďstvech
Tento článek obsahuje významné události v oblasti loďstev v roce 1888.

## Lodě vstoupivší do služby
- 1. února –  Ruggiero di Lauria – bitevní loď třídy Ruggiero di Lauria

- březen –  SMS Tiger – torpédový křižník

- 10. září –  Elisabeta – chráněný křižník